# Cebollatí
Cebollatí és una localitat de l'Uruguai, ubicada al nord del departament de Rocha.

## Geografia
Cebollatí es troba al nord de Rocha, al sector 6. Al nord limita amb el departament de Treinta y Tres i a l'est amb el Brasil, del qual està separada per la llacuna Merín-Mirim.
La localitat és la més septentrional del departament de Rocha, banyada també pel riu del mateix nom.

## Infraestructura
Cebollatí té accés per la ruta nacional 15.

## Població
Segons les dades del cens de 1996, Cebollatí tenia 1.490 habitants.
| Any  | Població |
| ---- | -------- |
| 1963 | 1.271    |
| 1975 | 1.459    |
| 1985 | 1.115    |
| 1996 | 1.490    |
| 2011 | 1.609    |

Font: